# Molango
Molango est un chef-lieu de la municipalité d'Metztitlán dans l'état d'Hidalgo au Mexique.